# 환경 보호

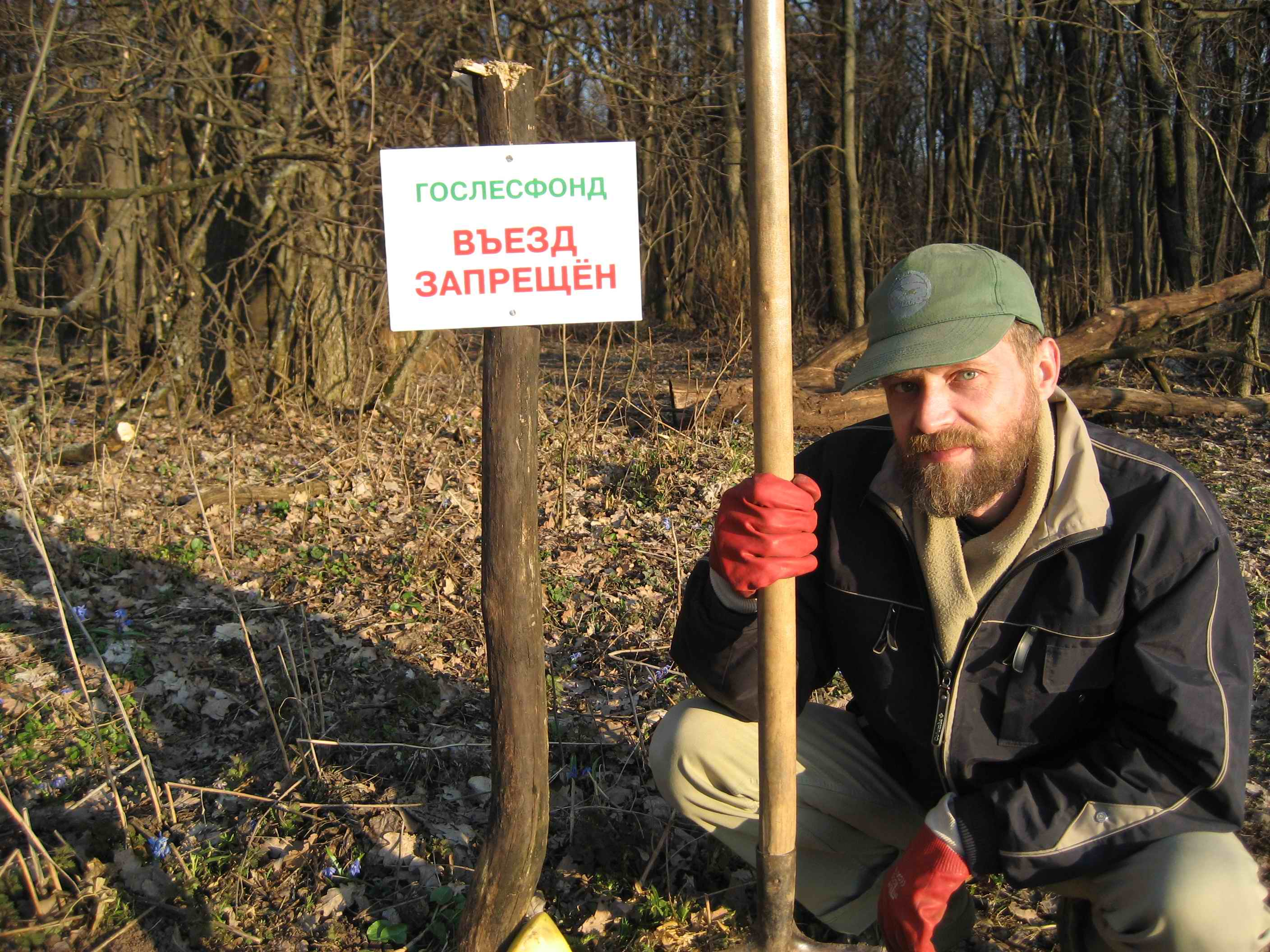

환경 보호(環境保護)는 개인, 단체, 정부에 의해 자연환경 보호를 실천하는 것이다. 목적은 천연 자원과 기존 천연 환경을 보존하고 가능하면 환경 피해 부분을 복구하는 것이다.

## 지구 규모의 모니터링
1972년 스웨덴의 스톡홀름에서 개최된 유엔인간환경회의가 계기가 되어 그 이듬해 유엔환경계획(UNEP)이 창설되었다. 그 임무는 유엔 안팎의 환경문제 활동을 조정·촉진하는 데 있다. UNEP는 세계의 환경 상황 보고서를 매년 발표하여 각 나라에 주지시키는 동시에 다른 유엔기구 등과 협력하여 다음과 같은 국제조약 및 계약으로 중심적인 역할을 다하고 있다. 국제조약에는 생물다양성보전조약, 워싱턴조약, 바젤조약, 오존층 보호 조약, 기후 변동에 관한 정부 간 패널조약 등이 있다. 지구 관측은 인공위성을 쏘아올리고 나서 비약적으로 발전하였다. 1957년 인류는 최초의 인공위성 스푸트니크 1호를 시작으로 이미 4,100개 이상의 인공위성이 지구 궤도를 돌고 있는데, 지구 관측을 한 위성은 1972년의 랜드샛이 최초이다.

## 시뮬레이션에 의한 예측
1972년에 발표된 로마 클럽의 보고서 「성장의 한계」는 자원의 제약과 환경오염의 심각화 등을 공표하며 이대로 가다가는 인류는 파국으로 치닫게 될 것이라고 시사했다. 최근에는 이산화탄소 배양 후 기온 분포를 예측한 수치 시뮬레이션, 온난화에 의한 해면 상승과 매몰 지역의 예측치도 발표되고 있다. 1992년 6월 유엔환경개발회의(지구 서미트)에 제출한 영국 옥스퍼드대학의 보고서에서는 지구 온난화에 의해 아시아와 아프리카에 가뭄이 확산되고, 2060년에는 전세계 인구 중 10억 정도가 식량난에 허덕이게 될 것이라고 예측하고 있다. 지구 환경이나 인간 사회는 실험실처럼 실험을 할 수도 없으며, 실패도 용납되지 않는다. 이와 같은 시뮬레이션에 의해 환경 파괴를 사전에 예측하고, 오염 물질이나 규제 방법을 검토할 수 있다면 최악의 사태를 막을 수도 있을 것이다.

## 지구 환경을 지키기 위한 행동
지구 규모의 환경오염은 단순한 자연현상이 아니라 인위적인 원인에 자연적 요인이 합쳐져 나타난 것이다. 따라서 환경파괴는 발생 그 자체를 제어할 수 없는 자연재해와는 다르며, 사회적 요인을 제어하면 원리적으로는 발생 자체를 막을 수 있다. 따라서 발생의 원인을 막는 것이 환경 파괴를 막는 기본이라고 할 수 있다. 하지만 그렇다고 해서 이산화탄소를 발생시키지 않기 위해 화석연료의 사용을 완전히 중단할 수는 없다. 그래서 생각할 수 있는 것이 배출 규제와 종래의 시스템과는 다른 새로운 기술 개발이다. 또한 개개의 오염원의 배출량 규제만이 아니라 전체적인 총량 규제도 해야 한다. 지구 규모의 환경 문제 가운데서도 이와 같은 방법을 국제적으로 실행하는 것이 중요하다.

## 환경 보전을 위한 신기술 개발

### 클린 에너지와 에너지 절약 기술
태양에너지나 풍력·수력·해양에너지는 폐기물 등에 의한 환경오염이 발생하지 않기 때문에 클린에너지라고 한다. 또 이것들은 재생 가능한 에너지이기도 하다. 태양전지는 태양의 빛에너지를 전기로 바꾸어 이용하는 것이며, 소규모의 것으로는 전자계산기 등의 제품이나 신호등, 더 나아가 인공위성 등에서 실용화되고 있다. 이것을 대규모 발전용으로 이용하고 있는 사례로는 태양열을 모아 고온의 공기나 수증기를 만들어 터빈을 돌리는 태양열 발전이 있다. 풍력발전은 캘리포니아의 팜스프링스가 유명하며, 2,500기(基)의 풍차로 인근 도시의 30%의 전력을 공급하고 있다. 덴마크에는 100기의 풍차로 4,300군데의 전력을 공급하는 지역이 있으며, 이는 유럽 최대의 규모라고 할 수 있다. 위치에너지를 전력으로 바꾸는 수력발전은 원자력발전이나 화력발전에 밀려 그 존재조차 미미해졌지만 크린에너지로서 새롭게 주목받고 있다. 따라서 야간의 잉여 전력을 이용하여 아래쪽에 있는 물을 퍼올리는 양수 발전소 건설도 늘어나고 있다. 해양에너지를 이용한 것으로는 바닷물과 민물의 염분의 농도차를 이용한 해양 온도차 발전, 해류와 조류를 이용한 해류발전 등이 있다. 또 폐열(廢熱) 이용이나 열 저장 등의 에너지 절약 기술이 실용화된 것으로 열 펌프나 열전(熱電) 병합 시스템이 있다. 열 펌프는 가스의 압축·기화(氣化)를 반복하여 펌프처럼 열을 퍼올리는 기술로, 소형 장치가 가정용 에어컨으로 실용화되고 있었다. 이것을 대규모 시스템으로 이용하면 하천수의 차가운 점, 지하철 터널의 열기 등의 작은 온도차도 이용할 수 있다. 열전 병합 시스템은 발전에 의해 전력을 얻는 한편 발생하는 폐열을 이용하여 냉난방이나 급탕(給湯)에 이용할 수 있는 것으로, 두 가지 이상의 에너지 공급을 하는 시스템을 말한다. 원자력 발전이나 화력 발전의 열효율은 40%에 지나지 않지만 열전 병합 시스템은 80%의 열효율을 달성하고, 최근에는 95%나 되는 뛰어난 기기도 등장하고 있다.

## 오염 방지를 위한 정화 기술

### 수질오염 방지 기술
생활 폐수나 산업용 폐수는 여러 가지 기술에 의해 처리, 정화된다. 그러나 주된 처리 방법은 미생물에 의존한 생물 처리이다. 이것은 자연 상태의 물의 자정(自淨) 작용을 이용한 것인데, 효율적인 처리를 위해 처리 목표에 따라 여러 가지 연구가 행해지고 있다. 산업 폐수의 경우 미생물에 유해한 중금속 등이 함유되어 있으면 생물 처리가 불가능하기 때문에 사전에 물리 과학적인 처리로 중금속을 제거한다. 이것은 침전(沈澱)·흡착·이온 교환·중화·응집·부상(浮上)·역침투 등의 방법에 의해 폐수 내의 부유(浮遊) 물질이나 중금속 등의 무기물을 제거하고 있다.

### 대기오염의 방지 기술
황산화물을 방출하지 않게 하는 방법으로서 연료인 중유(重油)에서 직접 황 성분을 제거하는 수소화 탈황법과 연소 후 배기 가스에서 황을 제거하는 방법이 있다.

## 같이 보기
- 반소비주의
- 생물 다양성
- 시민과학
- 보전생물학
- 보전운동
- 지구의 날
- 환경주의
- 환경 교육
- 환경법
- 환경 운동
- 환경 인종차별
- 녹색정치
- 국제환경협약 목록
- 자연보전
- 지속 가능성
- 세계 환경의 날
- 기후변화 완화
- 녹화 (조원술)